# إرفين ووكر
إرفين ووكر (بالإنجليزية: Erwin Walker)‏ هو عسكري أمريكي، ولد في 1918، وتوفي في 1982.